# شاكر مطلق
شاكر مُطلَق (1938- 22 مايو 2020) طبيب عيون وشاعر ومترجم سوري. ولد في شهبا في السويداء. درس في حمص حتى نال الثانوية العامة، ثم التحق بألمانيا ودرس فيها الطب البشري، وتخرّج مجازًا في الطب عام 1965 ثم تخصّص في طب العيون. عاد إلى سوريا عام 1972 ومارس مهنة الطب في حمص. هو عضو في عدد من الجمعيات والهيئات العلمية، مثل : المجمع الألماني العيني، والجمعية السورية لمكافحة السرطان، ورابطة الخريجين والجامعيين، وجمعية شعر في اتحاد الكتاب العرب، وكان رئيسًا للجمعية السورية لأطباء العيون. أسس دار الذاكرة للنشر عام 1990. له عدة دواوين شعرية وترجمات ومؤلفات طبية وقد اهتم في شعره بالرمزيات التاريخية والأساطير وفي ترجماته بشعر الياباني.

## سيرته
ولد شاكر مطلق سنة 1938م/ 1357 هـ شهبا في السويداء. تلقى تعليمه الأول في مدرسة دير داخلية ألمانية في الناصرة، وانتقل إلى بيروت ليتابع في مدرسة داخلية مسيحية في الجبل. بعد ذلك إلى حمص عام 1946. حصل على الشهادة الثانوية في حمص 1958، وبكالوريوس الطب من ألمانيا الاتحادية 1968 وتخصص في أمراض العيون وجراحتها. عاد إلى وطنه في عام 1972 ومارس طب العيون في حمص.

أصدر في عام 1957 مجموعته الشعرية الأولى بعنوان نبأ جديد وأهداه للرئيس جمال عبد الناصر بمناسبة تأميم قناة السويس، فأرسل له رسالة شكر.

انتخب عضوًا في العديد من الجمعيات والهيئات العلمية مثل المجمع الألماني العيني والجمعية السورية لمكافحة السرطان ورابطة الخريجين، وجمعية الشعر في اتحاد الكتاب العرب بدمشق، والجمعية السورية لتاريخ العلوم عند العرب (معهد التراث) جامعة حلب. كما رأس الجمعية السورية لأطباء العيون. أسس دار الذاكرة للنشر عام 1990.

## شعره
برأي عمّار أبو عابد من صحيفة الاتحاد الإماراتية يتفرد شاكر مطلق «بأسلوب خاص في الكتابة الشعرية، يرسم له حدوداً واضحة بين مجايليه من الشعراء. فهو مولع بالأساطير والحكايات القديمة ومتبحر فيها، لكنه لا ينصرف بها عن الواقع، وإنما يسقطها عليه، ليكتب بها أسطورته الخاصة، ويستشرف من خلالها الأفق الإنساني والوجودي.»

## مؤلفاته
من دواوينه الشعرية:
- نبأ جديد، 1957
- معلّقة جلجامش على أبواب أوروك، 1985
- تجلّيات عشتار، 1988
- زمن الحلم الأول، 1990
- ذاكرة القصب
- تجليّات الثور البرّي، 1997
- يا أبانا! يا أبانا!، 1997

ومن ترجماته:
- فصول السنة اليابانية، الشعر الياباني، 1990
- لا تبح بسرّك للريح، الشعر الياباني، 1991
- على شاطئ الأيام البعيدة، الشعر الياباني، 1995
- هاينريش هاينه، دراسة، 1997
- شعر زن من الصين واليابان، 1998
- معالجة جروح العين الثاقبة، 1991
- تمارين البصر، 1991
- فحص البصر التطبيقي، 1994
- ألوان تشريحية
- الزن في فن الشعر اليابانى، توشيمتسو هازومى، 2007
- الباباوات أسياد على السماء والأرض،، 2015